# Sebastian Buchegger
Sebastian Buchegger (* 23. Januar 1870 in Singen/Hohentwiel; † 2. März 1929 in Augsburg) war ein deutscher Architekt.

## Leben
Buchegger absolvierte in den Jahren 1890 bis 1894 das Architekturstudium an der königlichen Baugewerksschule in Stuttgart und arbeitete anschließend als Bauzeichner im Architekturbüro Straub & Büchler in Basel. Nach der Jahrhundertwende fand er eine Anstellung bei Krauß & Dürr in Augsburg. Ab 1905 verließ er diese Anstellung und gründete eine Bauunternehmung. Im Jahr 1907 zählte Buchegger zu den Gründungsmitgliedern der Künstlervereinigung Augsburg „Die Ecke“.
Als das Lebenswerk von Buchegger kann das sogenannte Thelottviertel in Augsburg bezeichnet werden. Diesem Projekt widmete er sich ab 1905 mit vollem Einsatz und versuchte damit eine Wohnsiedlung zu schaffen, die sich an der englischen Gartenstadtbewegung orientiert.
Sein Nachlass wird im Architekturmuseum Schwaben verwaltet.

## Werk (Auswahl)

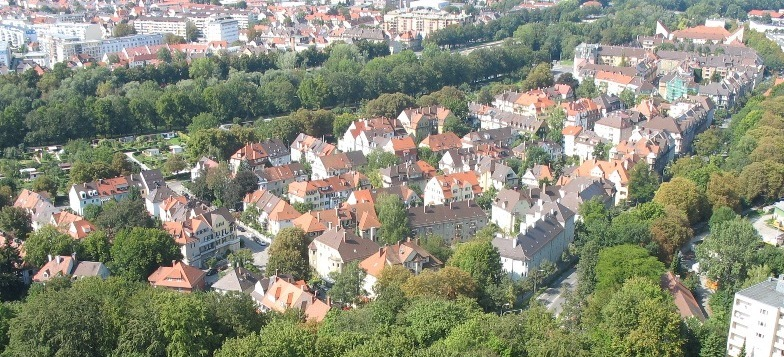
Blick über das Thelottviertel in Augsburg

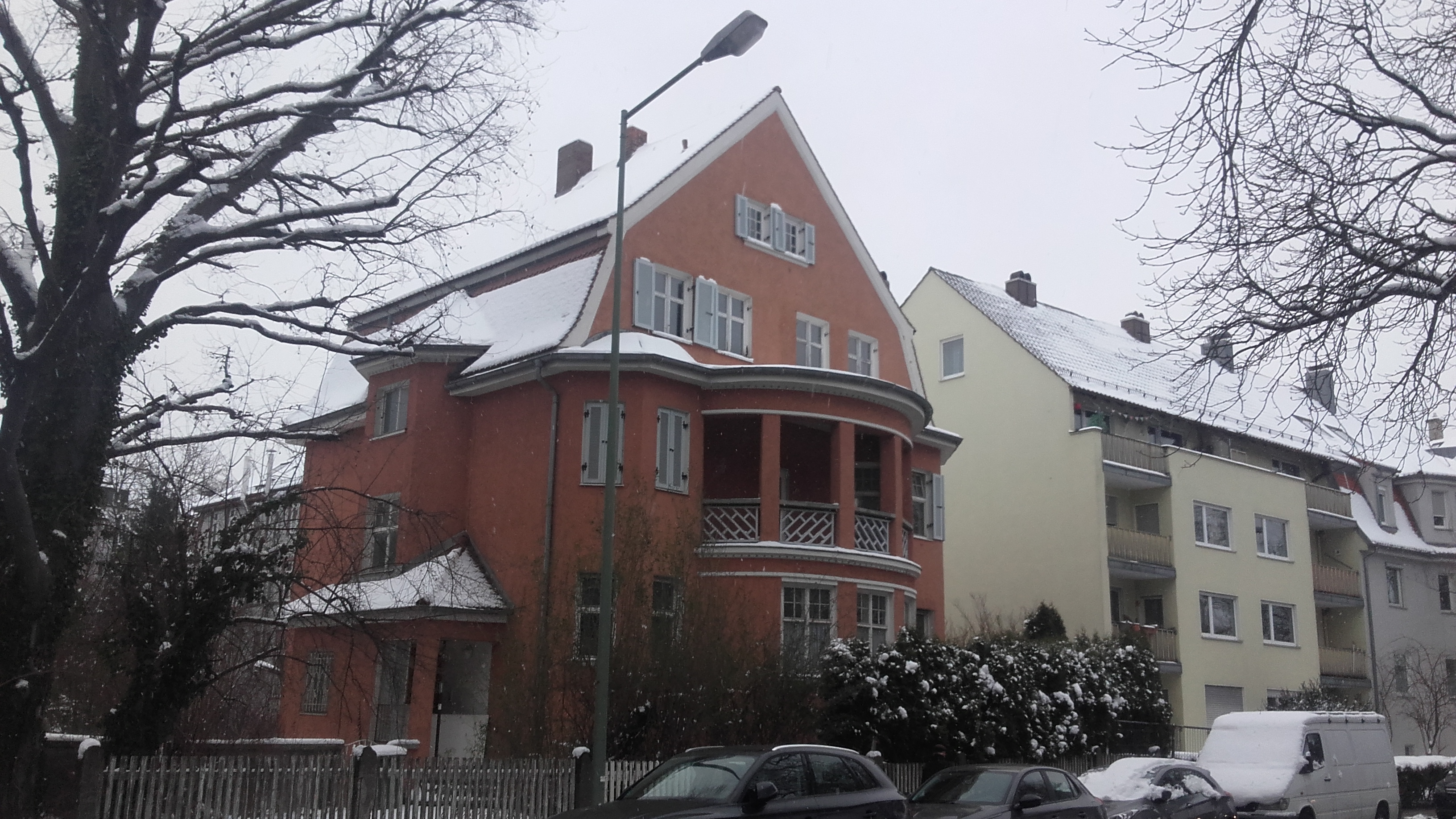
Perzheimstraße 36 in Augsburg

- Entwurf und Bebauung des Thelottviertels in Augsburg (ab 1905)
- Wohn- und Geschäftshaus, Prinzregentenstraße 1–5 in Augsburg (1906)
- Wohn- und Geschäftshaus, Schaezlerstraße 19 in Augsburg (1906)
- Wohnhaus, Perzheimstraße 36 in Augsburg (1911/1912)[1]